# 印西町立大森中学校
印西町立大森中学校（いんざいちょうりつ おおもりちゅうがっこう）は、千葉県印旛郡印西町大森にあった公立中学校。

## 概要
1958年（昭和33年）に印西町立木下中学校と統合し、廃校した。

## 沿革
- 1958年（昭和33年） - 大森中学校、木下中学校を廃校し、統合して印西町立印西中学校として開校。永治中学校を廃し、印西中学校永治分校発足。[1]。